# Lungenarterie

Vorderansicht des geöffneten Herzens (Lungenarterie oben rechts beschriftet)

Die Lungenarterie (lateinisch Arteria pulmonalis; auch Pulmonalarterie oder Lungenschlagader) ist die größte Arterie des Lungenkreislaufs. Sie transportiert das sauerstoffarme Blut aus der rechten Herzkammer zur Lunge.

## Anatomie
Die Lungenarterie geht als der Lungenstamm (Truncus pulmonalis) aus der rechten Herzkammer hervor, der sich dann dicht unter dem Aortenbogen an der Gabelung (Bifurcatio trunci pulmonalis) in die linke (Arteria pulmonalis sinistra) und die rechte Lungenarterie (Arteria pulmonalis dextra) aufteilt, die das Blut jeweils zum linken und rechten Lungenflügel leiten. Innerhalb der Lunge teilt sie sich in zwei bzw. drei Lappenarterien auf, die zu den einzelnen Lungenlappen gehen, die sich mit den Segmentbronchien abermals in Lungensegmenten teilen.

## Funktion
Die Lungenarterien leiten das sauerstoffarme Blut, das aus dem Körperkreislauf kommt, zur Lunge, wo es in den Kapillaren der Lungenbläschen mit Sauerstoff angereichert wird.

## Pathologie
Die Lungenarterie kann bei zahlreichen angeborenen Herzfehlern verengt (Pulmonalstenose) oder falsch angelegt (Fehlbildung) sein. Dies tritt meist in Kombination mit weiteren Fehlbildungen am Herzen auf und führt zu komplexen Krankheitsbildern (z. B. Transposition der großen Arterien). In ihr und ihren Verzweigungen kann es ebenfalls zu einer Lungenembolie kommen, am häufigsten von einer abgelösten tiefen Venenthrombose (Pulmonalarterienthrombembolie). Auch kann sich die Lungenarterie bei einer pulmonalen Hypertonie entweder erst verengen (Vasokonstriktion) oder im fortgeschrittenen Stadium erweitern (Vasodilatation).